# Pardosa duplicata
Pardosa duplicata is een spinnensoort uit de familie van de wolfspinnen (Lycosidae).
De wetenschappelijke naam van de soort werd in 1994 gepubliceerd door Subhendu Sekhar Saha, Vivekanand Biswas & Dinendra Raychaudhuri.